# Blackbox
Blackbox è un window manager veloce e particolarmente leggero per il sistema grafico X senza nessuna particolare dipendenza da qualche libreria.
La filosofia che sta alla base di blackbox si può riassumere nei seguenti passi:
- Fare una cosa e farla bene: gestire le finestre.
- Mantenere tutto di dimensioni ridotte, veloce e semplice.
- Seguire gli standard e utilizzare applicazioni e tool che seguano anch'essi gli standard.

Blackbox si basa anche su una citazione del famoso scrittore de "Il piccolo principe"
(Antoine de Saint-Exupéry)

## Caratteristiche principali
Blackbox è sviluppato in C++ completamente da zero, senza cioè partire da altro codice, anche se l'implementazione grafica è simile a quella di Window Maker.
Le caratteristiche principali possono riassumersi in 4 punti:
- È molto semplicistico; alcuni potrebbero addirittura percepirlo come ascetico o sterile. Quando si migra da un altro ambiente pieno di immagini e gadgets, il tipico desktop di Blackbox può scioccare un nuovo utente per la purezza di un desktop completamente vuoto. Tuttavia questo shock iniziale è ripagato dall'elevatissima flessibilità.
- Blackbox ha un approccio veramente minimalista alla gestione delle finestre: semplicemente gestisce le finestre, punto. Qualsiasi altra necessità (icone e collegamenti sul desktop, gestori della tastiera, tools e strumenti vari) viene delegata a software di terze parti, secondo i gusti dei singoli utenti. Semplicemente non è compito di blackbox fornire tutti questi add-ons.
- Blackbox è estremamente flessibile e personalizzabile, partendo dal suo codice è possibile creare qualsiasi tipo di desktop si possa immaginare.
- Niente barra delle applicazioni. Quando si minimizza una finestra questa sparisce completamente dal desktop e resta accessibile solo tramite un menù contestuale. Tuttavia a partire dalla versione 0.70 è possibile aggiungere una barra delle applicazioni fornita da terze parti.

## Derivati
- Fluxbox
- Openbox